# إيثان جونز
إيثان جونز (بالإنجليزية: Ethan Johns)‏ هو مهندس الصوت وكاتب أغاني ومهندس ومنتج أسطوانات بريطاني، ولد في 1969 في Merton, London (parish) ‏ في المملكة المتحدة.

## وصلات خارجية
- الموقع الرسمي
- إيثان جونز على موقع ميوزك برينز (الإنجليزية)
- إيثان جونز على موقع أول ميوزيك (الإنجليزية)
- إيثان جونز على موقع ديسكوغز (الإنجليزية)